# Cá tầng đáy

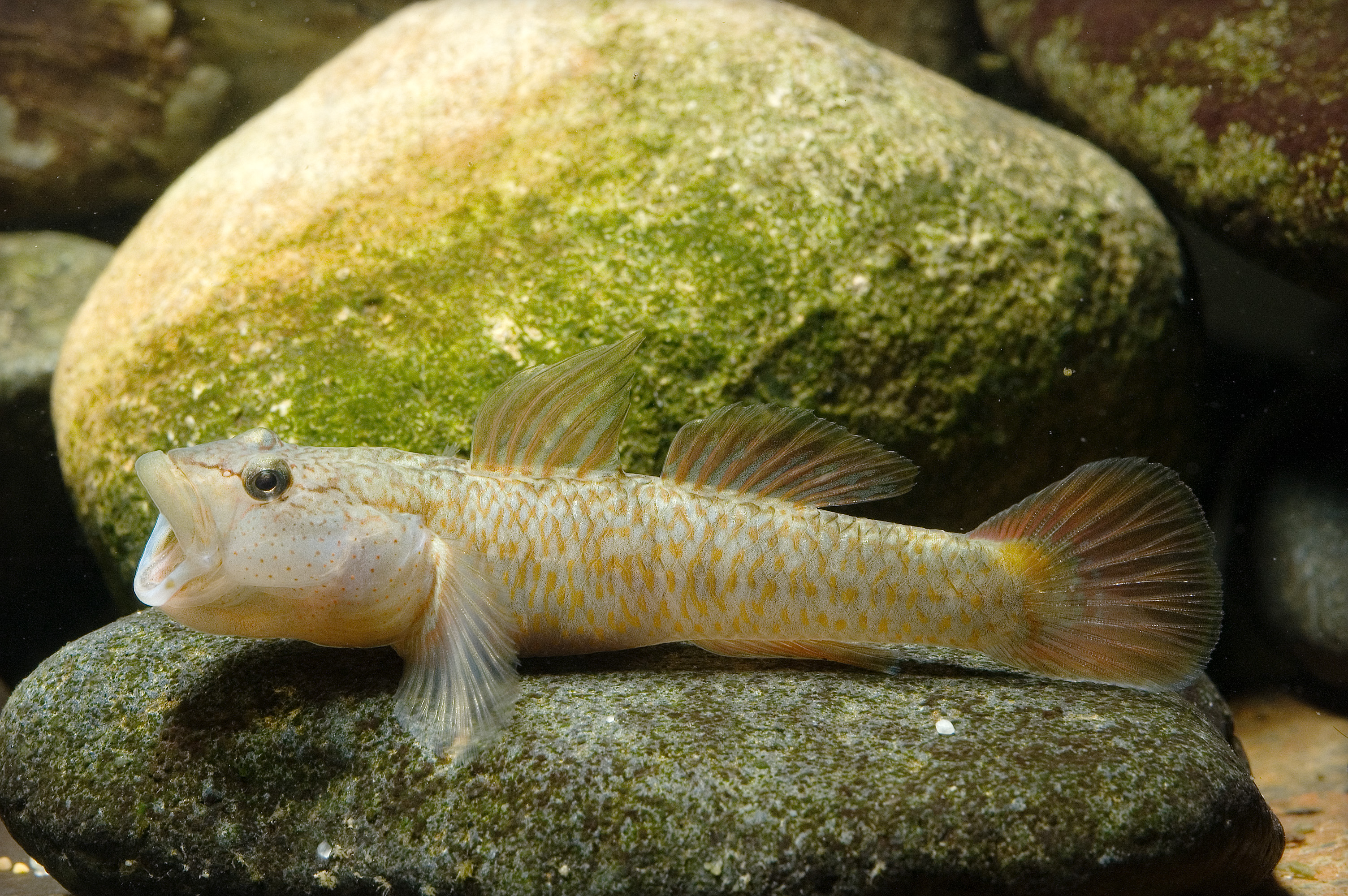
Một loại cá bống sống ở đáy biển

Cá tầng đáy hay cá biển tầng đáy hay còn gọi là cá đáy là những loài cá biển sống ở tầng đáy và gần đáy vùng biển. 

## Đặc điểm
Cá tầng đáy rất đa dạng và phong phú loài, nhiều loài có giá trị kinh tế lớn. Đa số các loài thuộc nhóm này sống tầng đáy, có kích thước không lớn, phân bố gần bờ. Các loài đánh bắt được chủ yếu có chiều dài khoảng 200mm, là đối tượng khai thác chủ yếu của nghề lưới kéo đáy và cũng là những đối tượng xuất khẩu chính trong nhóm các loài cá biển.
Nhìn chung các loài cá đáy có chu kỳ sống tương đối ngắn, khoảng 3 – 4 năm. Phần lớn các loài cá thường đẻ trứng ở các vùng nước nông ven bờ, gần cửa sông, quanh các đảo hoặc trong các vịnh. Mùa đông cá thường di trú đến vùng nước sâu, những vùng chịu ảnh hưởng của dòng nước ấm từ biển.